# Vînohradne
Vînohradne (în ucraineană Виноградне) este o așezare de tip urban din orașul regional Ialta, Republica Autonomă Crimeea, Ucraina. În afara localității principale, nu cuprinde și alte sate.

## Demografie
Componența lingvistică a așezării de tip urban Vînohradne
     Rusă (86,79%)
     Ucraineană (7,21%)
     Tătară crimeeană (3,21%)
     Alte limbi (0,52%)
Conform recensământului din 2001, majoritatea populației așezării de tip urban Vînohradne era vorbitoare de rusă (86,79%), existând în minoritate și vorbitori de ucraineană (7,21%) și tătară crimeeană (3,21%).